# Pregarten
Pregarten – miasto w Austrii, w kraju związkowym Górna Austria, w powiecie Freistadt. Liczy ok. 5,2 tys. mieszkańców.